# (sic)nesses - Live at Download
(sic)nesses - Live at Download è il quarto album video del gruppo musicale statunitense Slipknot, pubblicato il 28 settembre 2010 dalla Roadrunner Records.

## Descrizione
Si tratta della prima pubblicazione del gruppo dopo la morte del bassista Paul Gray, al quale il DVD è dedicato.
Nei due dischi sono contenuti la registrazione del concerto come gruppo principale del Download Festival del 2009, un documentario dietro le quinte di 45 minuti girato dal percussionista del gruppo Shawn Crahan e i quattro videoclip estratti dal quarto album in studio All Hope Is Gone, oltre al making of del videoclip di Snuff.

## Tracce

### DVD 1
1. Audible Visions of (sic)nesses – 40:41

- Paul Gray Specials

1. Interview with No. 2 Paul Gray – 10:21
2. Paul Gray 1972 - 2010 – 2:44

### DVD 2
- Recorded Live at Download Festival, Donington Park, England, Saturday June 13, 2009

1. 742617000027 – 2:32
2. (sic) – 3:30
3. Eyeless – 4:10
4. Wait and Bleed – 2:47
5. Get This – 3:46
6. Before I Forget – 4:40
7. Sulfur – 4:18
8. The Blister Exists – 5:34
9. Dead Memories – 4:13
10. Left Behind – 3:14
11. Disasterpiece – 5:09
12. Vermilion – 7:51
13. Everything Ends – 4:02
14. Psychosocial – 8:00
15. Duality – 5:36
16. People = Shit – 6:23
17. Surfacing – 4:34
18. Spit It Out – 8:05

- Featurette

1. The Making of Snuff – 10:17

- Video Clips

1. Psychosocial – 5:04
2. Dead Memories – 4:59
3. Sulfur – 5:05
4. Snuff – 6:13

## Formazione
- (#0) Sid Wilson – giradischi
- (#1) Joey Jordison – batteria, percussioni
- (#2) Paul Gray – basso
- (#3) Chris Fehn – percussioni, cori
- (#4) Jim Root – chitarra
- (#5) Craig Jones – tastiera, campionatore
- (#6) Shawn Crahan – percussioni, cori
- (#7) Mick Thomson – chitarra
- (#8) Corey Taylor – voce